# Aussie Rules Footy
Aussie Rules Footy es un videojuego basado en el fútbol australiano, para el Nintendo Entertainment System por Mattel en 1991, y lanzado solo en Australia. Fue desarrollado por Melbourne House bajo el nombre Beam Software.
El juego consiste en jugar un juego de fútbol australiano desde una perspectiva en tercera persona, con la capacidad para llevar a cabo las acciones básicas de un típico jugador de fútbol australiano. 	
El juego puede ser jugado por una persona que juega contra el equipo de la computadora, o por dos jugadores entre sí. También hay un modo tiro a tiro, y una modo temporada donde 1, 4 o 6 jugadores pueden jugar juegos múltiples en una temporada que termina con un gran final.